# ليل بامب
جازي جارسيا (بالإنجليزية: Gazzy Garcia)‏ (ولد 17 أغسطس، 2000)، المعروف باسم ليل بامب، هو مغني راب وكاتب أغاني أمريكي. هو معروف لأغانيه «غوتشي غانغ» التي وصلت للمركز الثالث على البيلبورد هوت 100 وايضا لأغاني أخرى ك«دي روز» و«بوس». أطلق أول البوم استديو له، ليل بامب، في 6 نوفمبر، 2017. أطلق لاحقا اغاني مثل «آي شاين»، «ديساينر» و«اسكييتييت». مع فرينش مونتانا وديبلو، سجل «ولكم تو ذا بارتي» والتي كانت موسيقى تصويرية لفلم ديدبول 2.

## بداية حياته
غازي غارسيا ولد في 17 أغسطس 2000، في ميامي، فلوريدا لوالدين كولومبيان وترعرع في ميامي غاردينز. غارسيا كان معجب بموسيقى الراب قبل ان يبدء مسيرته، وكان يستمع في طفولته لمغنيين مثل شيف كيف، ليل بي وفريدو سانتانا. والداه ولدوا وتربوا في كولومبيا وهاجرا للولايات المتحدة قبل ولادته. امه انتقلت لفلوريدا بعد ولادة اخوه الأكبر في كولومبيا.
عندما كان غارسيا بالثالثة عشر من عمره، عرفه ولد عمه إلى عمر بنيرو، المعروف الآن بسموكبرب. اصبحوا غارسيا وبنيرو شركاء لاحقا. طرد غارسيا من مدارس متعددة في المقاطعات، ثم التحق بعد ذلك بمدرسة ثانوية، لكن طرد في الصف العاشر بسبب القتال والتحريض على الشغب.

## مهنته

### 2016: بداية مهنته
بدأت مهنة غارسيا في موسيقى الراب عندما أنتج سموكبرب لحنا وطلب من غارسيا أن يغني عليه. تم إصدار الأغنية المنفردة بشكل مستقل في عام 2016 على موقع بث الموسيقى ساوندكلاوند. بعد اشتهار الأغنية، تبعها غارسيا مع الأغاني «إليمنتاري» و«اغنورانت» و«غانغ شيت» و«درم$تيك»، كل منها حصلت على أكثر من ثلاثة ملايين مشاهدات. حقق نجاح أغاني غارسيا على ساوند كلاود اشتهاره في مشهد الراب في جنوب فلوريدا، بأسلوب معروف باسم «ساوندكلاود راب». شارك غارسيا في جولة نو جمبر في عام 2016، وأدي في مهرجان رولينغ لاود أيضا.

### 2017-الآن: الشهرة وألبوم ليل بامب
بدأ غارسيا عام 2017 عن طريق إصدار الأغنيات ديريك روز ورئيس (لعبة فيديو) ، والتي كانت من أهم الأغاني على ساوند كلاود، حيث جمعت 70 مليون مشاهدة. أدت شعبية ديريك روز إلى فيديو موسيقي تم إنتاجه بواسطة المخرج كول بينيت في شيكاغو، والمعروف أيضًا باسم كول بينيت. تم إصدار الفيديو الموسيقي على يوتيوب في 30 يناير، 2017، واكتسب 188 مليون مشاهدة إلى الآن. في 9 يونيو، 2017، وقع غارسيا صفقة قياسية مع THA Lights Global ، قبل شهرين فقط من عيد ميلاده السابع عشر. لكن في يناير عام 2018، تم إلغاء عقد غارسيا مع شركة وارنر بروس ريكوردز بسبب كونه قاصرًا عند التوقيع.
في يوليو عام 2017، أعلن غارسيا من خلال تويتر أن ألبومه الأول كان قيد العمل وسيتم إصداره في أغسطس. لكن الألبوم لم يتم إصداره في أغسطس، فقد تم إعادته إلى الوراء، وأطلق بدلاً من ذلك أغنية «غوتشي غانغ»، التي أصبحت أول مشاركة له في لوحة بيلبورد هوت 100، حيث وصلت للمرتبة الثالثة في 8 نوفمبر، 2017.
في 6 أكتوبر، 2017، أصدر ألبومه التجاري الأول، ليل بامب، الذي يضم سموكبرب، ليل ياتي، غوتشي ماين، شيف كيف، ريك روس وتو تشاينز. أصدر غارسيا «آي شاين» في 18 يناير 2018 مع المنتج كارنايج. بعد التقارير التي افادت بأن غارسيا قد ترك وارنر بروس ريكوردز، وتم إلغاء العقد على أساس أن جارسيا كان قاصرا عندما وقع، ارتفعت المنافسة لتوقيع غارسيا مع عروض تصل قيمتها من 8 إلى 12 مليون دولار أو أكثر، ومع مغني الراب مثل غوتشي ماين ودي جي خالد بدءو الإهتمام بغارسيا، أثار غارسيا شائعات انه قد وقع عقد مع شركة تسجيل غوتشي ماني، تسجيلات 1017، في فبراير 2018. ومع ذلك، أعاد جارسيا توقيع عقد آخر مع شركة وارنر بروس مقابل 8 ملايين دولار في 12 مارس، 2018.
في 13 أبريل، 2018، أصدر غارسيا «اسسكييتيت»، والتي التي ظهرت في رقم 24 على البيلبورد هوت 100. في يوليو عام 2018، أصدر أغنية «درغ اديكتس» إلى جانب فيديو موسيقي مع الممثل الأمريكي الشهير تشارلي شين.

## مشاكل قانونية
- في 15 فبراير 2017، تم إلقاء القبض على غارسيا بتهمة استخدام سلاح في مكان مأهول.[3] وفقاً لمدير غارسيا، حاول ثلاثة رجال اقتحام منزل غارسيا في وادي سان فرناندو في حوالي الساعة الرابعة مساءً قبل إطلاق النار على الباب. ووجدت الشرطة أن الرصاصة قد تكون قد جاءت من داخل المنزل، ثم عادت الشرطة بعد ذلك بأمر تفتيش وو عثروا على مسدس مفرغ أسفل الشرفة مع ذخائر في مكان آخر في السكن.[4] والدة غارسيا قيد التحقيق حاليا لتعريض قاصر للخطر وامتلاك سلاح ناري غير مؤمن في المنزل.[5]

- في 29 أغسطس 2018، تم القبض على جارسيا وتم توجيه عدة تهم إليه منها القيادة دون رخصة والقيادة بتهور وصرح جارسيا لمعجبيه أنه سيقضي بضع أشهر في السجن.

## التسلسل الزمني

### البومات
- ليل بامب (2017)
- هارفارد دروب أوت (2018)

### اغاني فردية
- إليمينتاري (2016)
- ليل بامب (2017)
- موفن مع سموكبرب (2017)
- بوس (2017)
- فليكس لايك اوه (2017)
- دي روز (2017)
- مولي (2017)
- نيكست مع ريتش ذا كيد (2017)
- غوتشي غانغ (2017)
- ديزاينر (2017)
- آي شاين (2018)
- إسسكييتيت (2018)
- ولكم تو ذا بارتي مع ديبلو، فرينش مونتانا وذافيا وارد (2018)
- درغ اديكتس (2018)

### أغاني أخرى
- باك مع ليل ياتي (2017)
- آيسد آوت مع تو تشاينز (2017)
- بايبي دادي (ليل ياتي مع ليل بامب وأوفسيت) (2018)

## روابط خارجية
- ليل بامب على موقع IMDb (الإنجليزية)
- ليل بامب على موقع ميتاكريتيك (الإنجليزية)
- ليل بامب على موقع روتن توميتوز (الإنجليزية)
- ليل بامب على موقع ميوزك برينز (الإنجليزية)
- ليل بامب على موقع أول ميوزيك (الإنجليزية)
- ليل بامب على موقع ديسكوغز (الإنجليزية)
- ليل بامب على موقع قاعدة بيانات الفيلم (الإنجليزية)